# Ha-Ogen
Ha-Ogen (hebr. העוגן) – kibuc położony w samorządzie regionu Emek Chefer, w Dystrykcie Centralnym, w Izraelu.
Leży na równinie Szaron w otoczeniu moszawów Bet ha-Lewi, Kefar Monash, Kefar Chajjim, Eljasziw, Chogla i Omec, oraz kibuców Miszmar ha-Szaron, Mabarot, En ha-Choresz i Ha-Mapil. Członek Ruchu Kibuców (Ha-Tenu’a ha-Kibbucit).

## Historia
Kibuc został założony w 1947 przez grupę żydowskich imigrantów z Czechosłowacji. Przybyli oni do Palestyny w 1939 i spędzili osiem lat w obozie dla imigrantów (maborot) obok Kefar Sawa.

## Kultura i sport
W kibucu jest ośrodek kultury, boisko do piłki nożnej oraz basen kąpielowy.

## Gospodarka
Gospodarka kibucu opiera się na intensywnym rolnictwie, sadownictwie i hodowli ryb w stawach hodowlanych.
Firma Haogenplast Ltd. rozwija i produkuje tworzywa sztuczne PVC. Wykonuje się z nich elementy budowlane takie jak profile okien i drzwi, pokrycia dachów, markiz i baldachimów, baseny kąpielowe i inne.

## W filmie
W 2007 nakręcono film pt. „Anchored in the ground” (pol. Zakotwiczeni w ziemi), który opowiada historię ucieczki Żydów z Europy, zakończoną „narodzinami” małego kibucu Ha-Ogen.

## Komunikacja
Z kibucu wychodzi w kierunku zachodnim lokalna droga, którą można dojechać do drogi ekspresowej nr 4  (Erez–Kefar Rosz ha-Nikra) i kibucu Miszmar ha-Szaron. Inna lokalna droga prowadzi na południowy wschód do moszawu Bet ha-Lewi.